# 纤维板

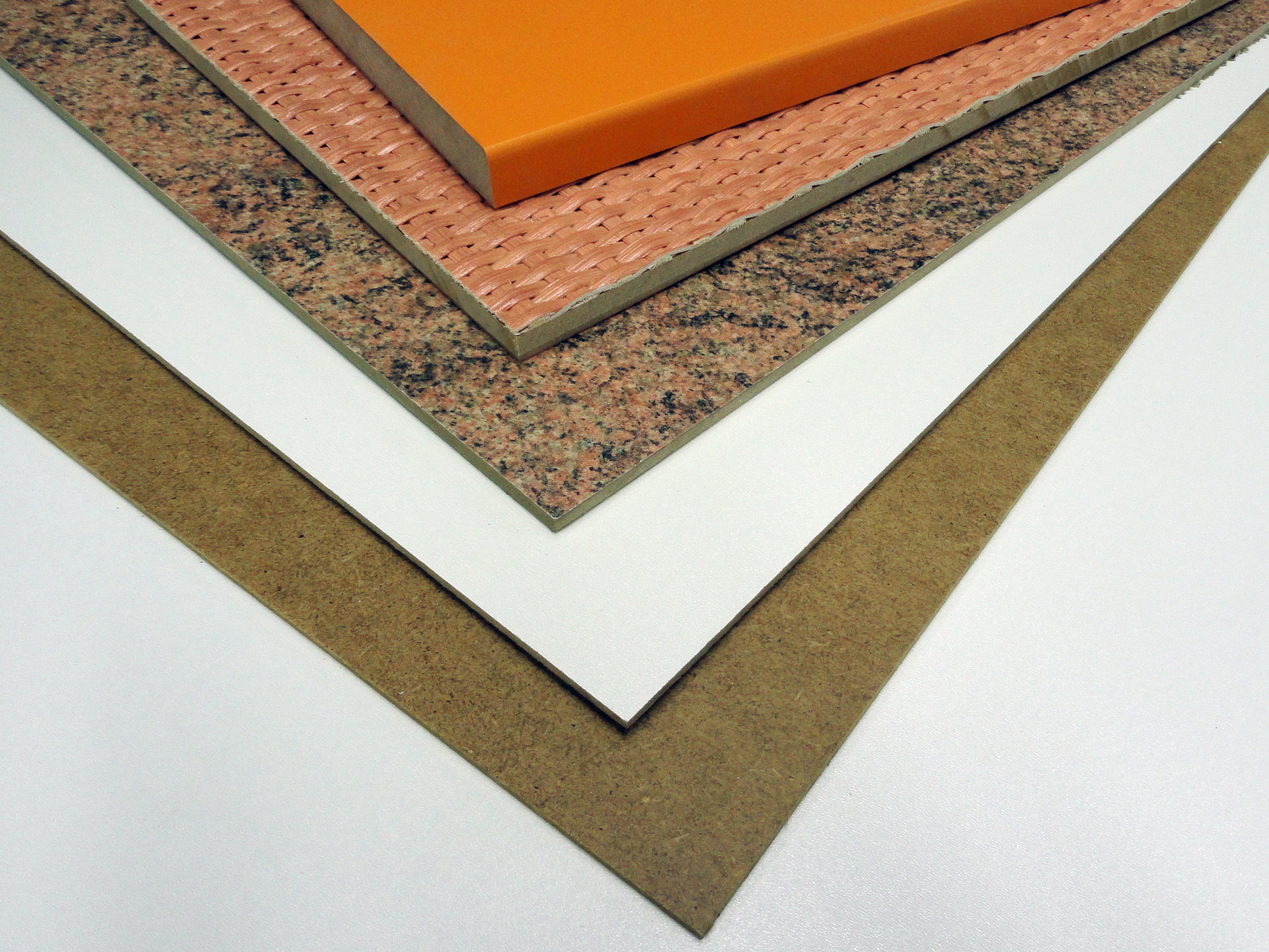
纖維板

纤维板，也叫密度板，是一种人造板，向木质纤维或其他植物纤维添加黏合剂制成。根据其密度，分为低密度、中密度和高密度板。
它有時被用作刨花板的同義詞，但刨花板通常指低密度纖維板。膠合板不屬於纖維板，因為它是由薄木片製成，而不是木纖維或顆粒。纖維板，尤其是中密度纖維板，在家具業中被廣泛使用。對於可見的部件，通常會在纖維板上黏合一層木皮，使其具有傳統木材的外觀。
在包裝行業中，「纖維板」一詞通常用於描述紙板、堅韌的牛皮紙基紙板或用於箱子的瓦楞紙。
中密度板目前在家具广泛使用，通常也会在表面粘上带有木纹团，更加美观。

## 回收利用
目前，尚無商業上可用的纖維板回收方法，主要的處理方法包括掩埋和焚燒發電。
回收纖維板的挑戰包括：
- 纖維板廢料分類
- 纖維性能降低
- 回收材料中的污染物
- 經濟考慮

## 外部連結
- Composite Panel Association 的存檔，存档日期2014-05-17.
- European Panel Federation
- Fiberboard Sheathing （页面存档备份，存于） at InspectApedia.com, identification, types, composition, history